# Коржи (Полтавская область)
Коржи (укр. Коржі) — село,
Лобачевский сельский совет,
Решетиловский район,
Полтавская область,
Украина.
Код КОАТУУ — 5324281907. Население по переписи 2001 года составляло 69 человек.

## Географическое положение
Село Коржи находится в 2-х км от правого берега реки Говтва,
в 1,5 км от сёл Голубы и Глубокая Балка.
Рядом проходит автомобильная дорога М-03.

## История
- 1995 — Село Коржовка переименовано (уточнено название) на Коржи [2].